# Polakowice
Polakowice – wieś w Polsce położona w województwie dolnośląskim, w powiecie wrocławskim, w gminie Żórawina.
W latach 1975–1998 miejscowość administracyjnie należała do województwa wrocławskiego.

## Nazwa
Miejscowość po raz pierwszy zanotowana łacińskim dokumencie z 1251 roku jako Pologwitz. Nazwa ta notowana później w tym samym brzmieniu w 1310, później także Bolkwicz 1360, Polackowicz 1349, Polockwitz 1408, Polokowicz 1456, Pologowitz 1630, Polockwitz oraz Polckowitz 1669, Pologwitz 1736. W roku 1613 śląski regionalista i historyk Mikołaj Henel z Prudnika wymienił miejscowość w swoim dziele o geografii Śląska pt. Silesiographia podając jej łacińską nazwę: Polocovvitz. W latach 1937–1945 miejscowość nosiła nazwę Dreiteichen (Trzy stawy)
Od polskiej nazwy oznaczającej pole, a także od nazwy Polak oraz imienia Bolko wywodził znaczenie miejscowości niemiecki językoznawca Paul Hefftner w swojej pracy o nazwach miejscowości ziemi wrocławskiej pt. Ursprung und Bedeutung der Ortsnamen im Stadt und Landkreise Breslau.